# Districte de Kita-Katsuragi
El districte de Kita-Katsuragi (北葛城郡, Kita-Katsuragi-gun), sovint romanitzat com a Kitakatsuragi, és un districte de la prefectura de Nara, a la regió de Kansai, Japó. És el districte més poblat de la prefectura i el seu municipi més populós és la vila de Kōryō. El nom del districte es pot traduir al català com a "Katsuragi-nord" i té relació amb l'actual ciutat de Katsuragi.

## Geografia
El districte de Kita-Katsuragi es troba localitzat a la part nord-occidental de la prefectura de Nara, limitant al nord amb el districte d'Ikoma i a l'oest amb la prefectura d'Osaka. El districte està format pels municipis de Kanmaki, Kawai, Kôryô i Ôji, tots ells amb la categoria de vila.

### Municipis
| |          |          |          |
| \| Municipi \| Població \| Extensió \| Densitat \| \| -------- \| -------- \| -------- \| -------- \| \| Kanmaki \| 21.179 \| 6,14 \| 3.449 \| \| Kawai \| 17.001 \| 8,23 \| 2.066 \| \| Kōryō \| 33.609 \| 16,30 \| 2.062 \| \| Ōji \| 23.757 \| 7,01 \| 3.389 \| \| Total \| 95.546 \| 37,68 \| 2.536 \| |          |          |          |
| Municipi | Població | Extensió | Densitat |
| Kanmaki | 21.179   | 6,14     | 3.449    |
| Kawai | 17.001   | 8,23     | 2.066    |
| Kōryō | 33.609   | 16,30    | 2.062    |
| Ōji | 23.757   | 7,01     | 3.389    |
| Total | 95.546   | 37,68    | 2.536    |

## Història
El districte de Kita-Katsuragi es creà l'1 d'abril de 1897 fruit de la fusió entre els antics districtes de Katsuge i Hirose. L'1 d'agost del mateix any s'establí que la seu del govern del districte es trobaria a la vila de Takada (actual Yamato-Takada). L'1 d'abril de 1923 s'abolix l'assemblea del districte, tot i que el govern districtal continua existint, encara que poc després, l'1 de juliol de 1926 s'abolix definitivament el govern del districte. Des de 2004, quan se fundà la ciutat de Katsuragi, els límits del districte no han canviat gens.

### Antics municipis
La següent és una llista dels antics municipis del districte amb enllaç als seus actuals municipis:
- Shinjō (新庄町) (1889-2004)
- Taima (當麻町) (1889-2004)
- Kashiba (香芝町) (1956-1991)
- Shimoda (下田村) (1889-1956)
- Goidō (五位堂村) (1889-1956)
- Takada (高田町) (1889-1948)
- Shizumi (志都美村) (1889-1956)
- Matsuzuka (松塚村) (1889-1927)
- Senami (瀬南村) (1889-1955)
- Dongo (土庫村) (1889-1927)
- Nijō (二上村) (1889-1956)
- Umami (馬見町) (1889-1955)
- Hashio (箸尾町) (1889-1956)
- Iwasono (磐園村) (1889-1941)
- Iwaki (磐城村) (1889-1956)
- Kudara (百済村) (1889-1955)
- Ukiana (浮孔村) (1889-1941)
- Okanishi (陵西村) (1889-1956)